# ジョリー・ダーキー・ターゲット・ゲーム
ジョリー・ダーキー・ターゲット・ゲーム(Jolly Darkie Target Game,楽しい黒んぼ的入れゲーム）はマクローリン・ブラザーズが開発、製造していたゲームである。1890年に発売され、少なくとも1915年まではつくられていた。同社は後にミルトン・ブラッドレー社に売却されている。

## 概要
このゲームの目的は、厚紙にサンボのイメージで描かれた的の「ぽっかり開いた口」に木でできたボールを投げ入れることである。この口は開閉できた。19世紀後半のアメリカでは、このように黒人を「野獣」として描写した製品や媒体は少なくなかった。そうした製品では黒人男性の顔はサンボのイメージと結びつけられ、「クーン」、「ダーキー」、「ニガー」、「ピカニニィ」などの人種差別的な言葉が惹句に並んだ。例えば同じミルトン・ブラッドレー社の「ダーキーズ・クーン・ゲーム」などがその典型である。「ダーキー」("darkie")という言葉は、黒人の「人相的特徴の誇大表現」であり、ミンストレルショーを連想させる。『セラミック・アンクルとセルロイド・マミー』によれば、著者のターナーは、ミンストレルショーの開演前に劇場の外に座らされた黒人男性が、子供たちの暇つぶしで口の中にボールを投げ入れられていたという逸話を聞いたことがあるという。キューバの詩人でありジャーナリストのホセ・マルティもまたコニーアイランドで同じような場面を目撃したことがあり、その体験を書き留めている。
この時代には「いかさま野郎を殴れ！ノックアウトだ！」というゲームもあり、黒人男性への暴力をテーマにした製品が幾つもつくられていた。当時の黒人はアメリカ全土でかきたてられる敵意との対峙を迫られていたといえるだろう。
ジョリー・ダーキー・ターゲット・ゲームは黒人の「口」と「食欲」という当時の人種的ステレオタイプにのっとってつくられた製品の一つでもあり、硬貨をいれる投入口が黒人の口の形をしている貯金箱である「ジョリー・ニガー・バンク」などもその良い例である。これらは、白人の親が自分の子供に買い与えることを想定して発売されていた。こういったゲームやそこに描かれるイメージは、白人による支配と黒人の従属というテーマそのものであり、それを再生産するものである。ターナーによれば、こうした商品は、奴隷制を廃止した後でも「アメリカの消費者が罪悪感を持たずに黒人の魂を売買する方法を発見した」ことを意味している。
今日では、このゲームはコレクターズアイテムの一種だと考えられている。つまりものによっては侮辱的であったり人種差別的であったりもする、人形やおもちゃ、絵はがきなどの形で収集可能な、黒人にかかわる歴史的事物であるが、このゲームはそうしたアイテムのなかでも「最も卑劣な例」といわれることがある。1993年の時点で、アメリカには黒人の歴史にかかわるアイテムのコレクターが50,000人ほどおり、そのおよそ7割が黒人である。

## 読書案内
- Martí Pérez, José Julián (30 January 1891) (スペイン語), Coney Island, Mexico: El Partido Liberal